# Церква Святителя Миколая Чудотворця (Капустинці)
Церква Святителя Миколая Чудотворця в Капустинцях — парафія і храм православної громади Чортківського деканату Тернопільсько-Теребовлянської єпархії Православної церкви України в селі Капустинці Чортківського району Тернопільської области.

## Історія церкви
Сучасний храм був збудований у 1886 році. Спочатку він був капличкою з похованнями двох священників, яку згодом розширили та добудували купол.
За спогадами старожилів, першим настоятелем був священник Ковч, якого після смерті замінив Лютак. У радянський період про парафію дбали отці Бурачик, Матвіїв, Рушницький та Шлапак. Храм ніколи не був закритий.
15 грудня 2018 року храм і парафія приєдналися до ПЦУ.

## Парохи
- о. Шевчук,
- о. Левенець,
- о. Карпец,
- о. Мариновський,
- о. Кравчук,
- о. Богдан Гагавчук (нині).

## Галерея

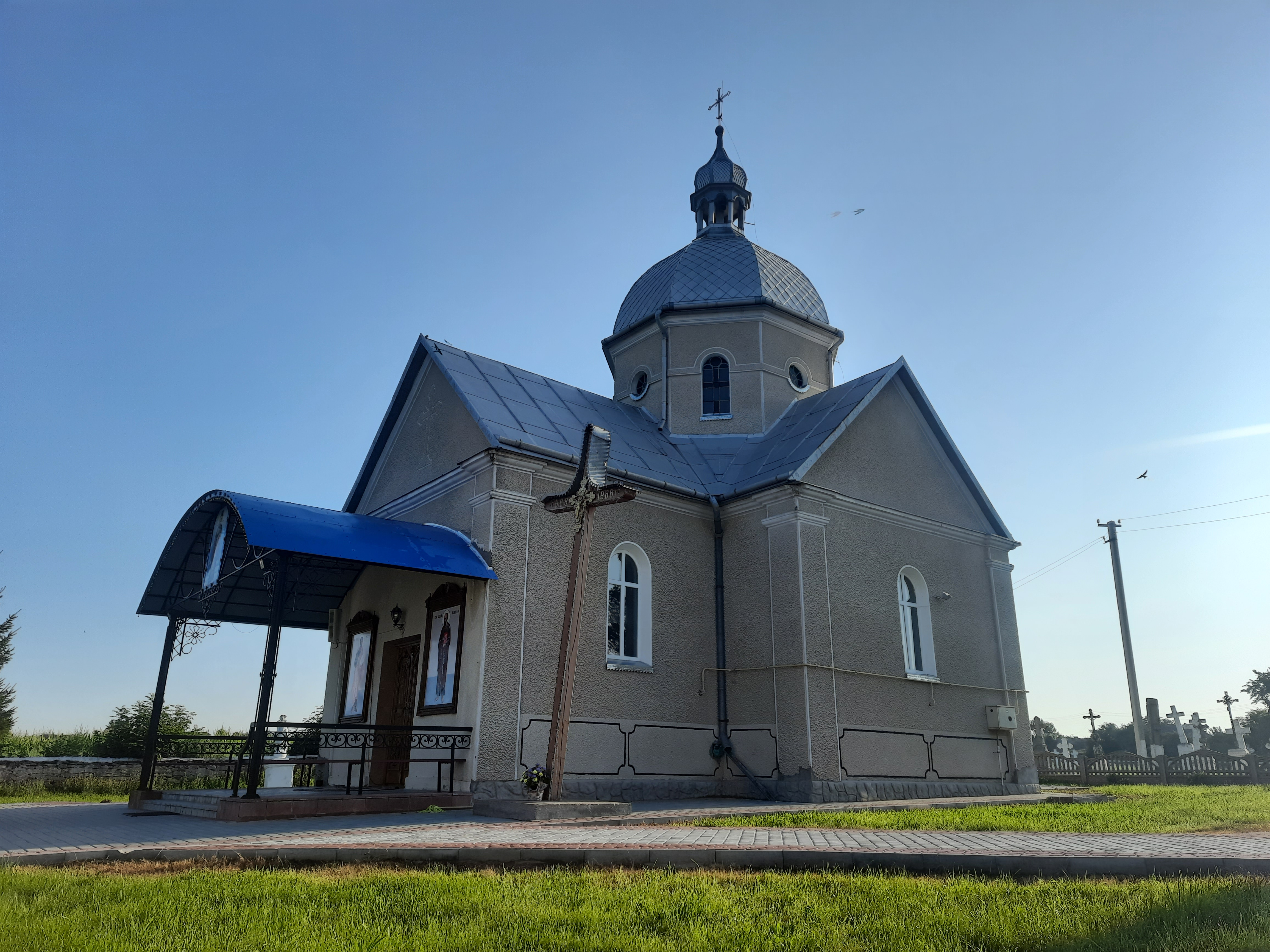
Церква Святителя Миколая Чудотворця
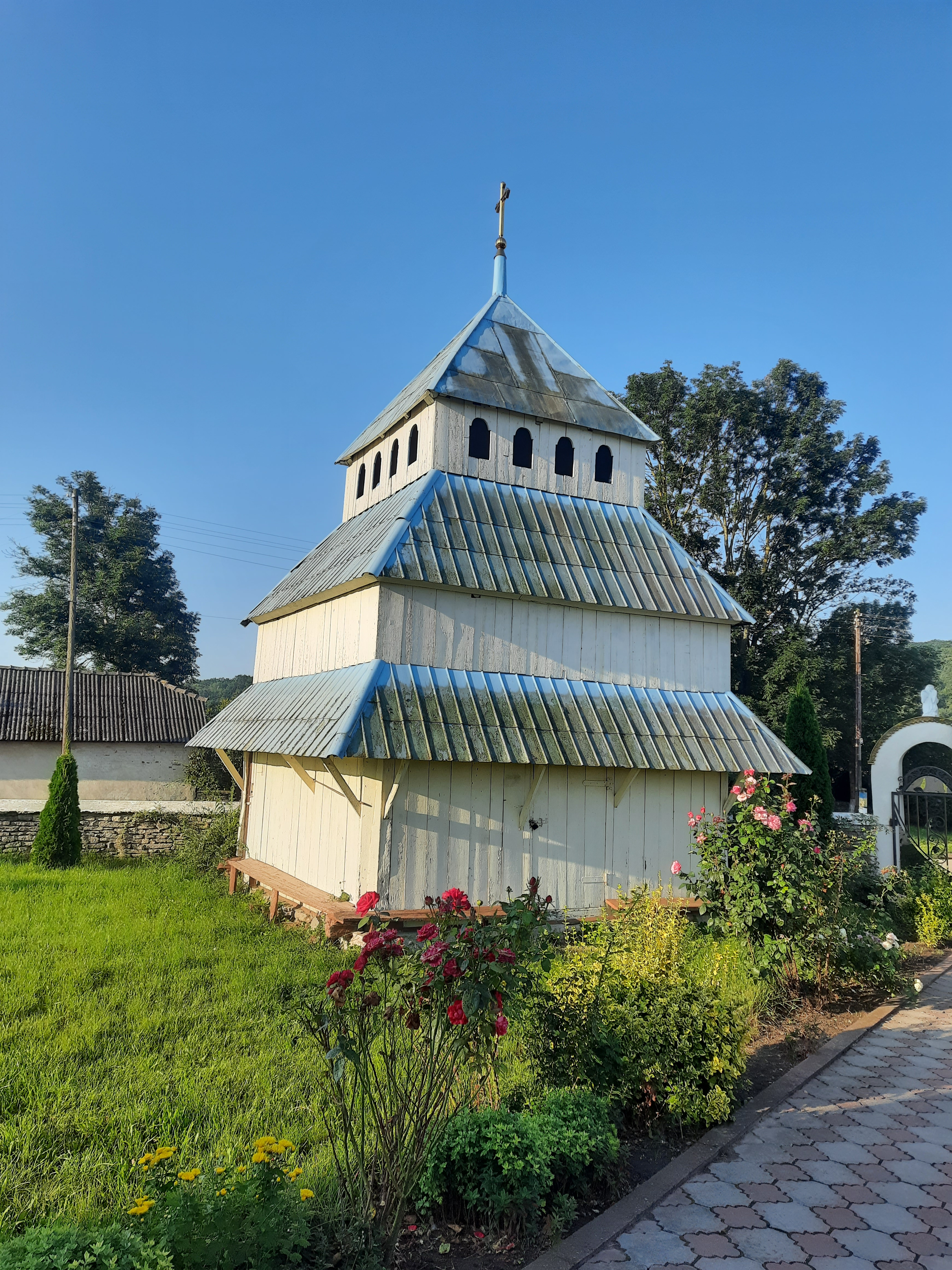
Дерев'яна дзвіниця церкви Святителя Миколая Чудотворця
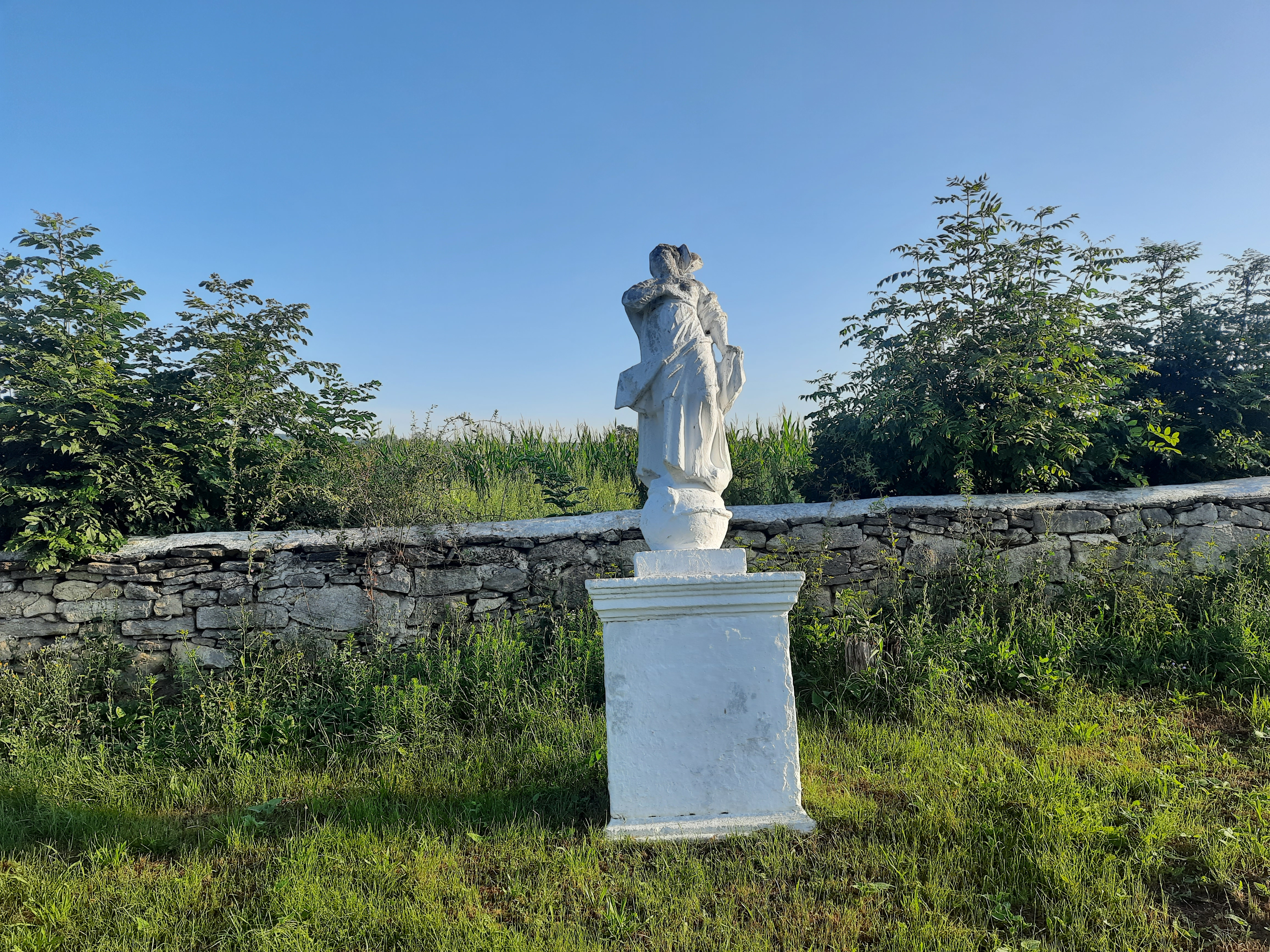
Стара статуя біля церкви